# 이마키 시게코
이마키 시게코(일본어: 今城 重子 いまき しげこ[*], 1828년 10월 24일 (분세이 11년 9월 16일) - 1901년 (메이지 34년) 7월 18일)는 고메이 천황의 텐지이다. 아버지는 이마키 사다아키, 어머니는 마츠다이라 미츠마사의 딸이다.

## 생애
1848년 (가에이 원년), 고메이 천황의 후궁에서 시종으로 종사했고, 후에, 소장나이시가 되었다. 형부인 치구사 아리아미와 이와쿠라 토모미 등과 뜻을 통해, 1858년 (안세이 5년) 토모미의 「신슈만세견책」은 시게코를 통해 천황에게 올라갔다고 한다,
카즈노미야 강가 때에는 호리카와 모토코와 함께 추진했기 때문에, 나중에 조정 내 존양파로부터 "사간양빈(四奸両嬪)"의 한사람으로 배격되어, 여관을 사퇴 및 은거, 그리고 삭발을 명령받았다. 그러나, 1868년 (게이오 4년)에 용서받아, 예전의 신분으로 돌아왔다.
1901년 (메이지 34년) 7월 18일에 74세의 나이로 사망했다. 묘소는 교토부 교토시의 산포지이다.